# Demodioides transversevittata
Demodioides transversevittata är en skalbaggsart som beskrevs av Stefan von Breuning 1947. Demodioides transversevittata ingår i släktet Demodioides och familjen långhorningar. Inga underarter finns listade i Catalogue of Life.